# Dontae Johnson
Dontae Johnson (Pennington, 1º dicembre 1991) è un giocatore di football americano statunitense che gioca nel ruolo di cornerback per i San Francisco 49ers della National Football League (NFL). Fu scelto nel corso del quarto giro (129º assoluto) del Draft NFL 2014 dai San Francisco 49ers. Al college giocò a football alla North Carolina State University.

## Carriera professionistica

### San Francisco 49ers
Johnson fu scelto nel corso del quarto giro del Draft 2014 dai San Francisco 49ers. Debuttò come professionista subentrando nella vittoria della settimana 1 contro i Dallas Cowboys in cui fece registrare due tackle e due passaggi deviati. Nella settimana 6 contro i St. Louis Rams mise a segno un intercetto su Austin Davis ritornandolo per venti yard in touchdown. La sua stagione da rookie si concluse con 34 tackle, 6 passaggi deviati e un intercetto disputando tutte le 16 partite, di cui tre come titolare.
Nel 2017 Johnson guidò i 49ers in placcaggi ma nonostante l'exploit statistico ebbe diversi problemi in copertura sui passaggi.

### Seattle Seahawks
L'11 aprile 2018, Johnson firmò con i Seattle Seahawks.

## Palmarès
- National Football Conference Championship: 1

San Francisco 49ers: 2019

## Statistiche
| Partite totali      | 16 |
| Partite da titolare | 3  |
| Tackle totali       | 34 |
| Sack                | 0  |
| Intercetti          | 1  |

Statistiche aggiornate alla stagione 2014